# 陳京 (永樂進士)
陳京（？—？），字仕瞻，福建福州府長樂縣人，民籍，明朝政治人物。

## 生平
永樂十五年（1417年）丁酉科福建鄉試舉人，十九年（1421年）辛丑科進士，授縉雲縣知縣。孫陳嘉謀。